# تراجع الصحافة المطبوعة

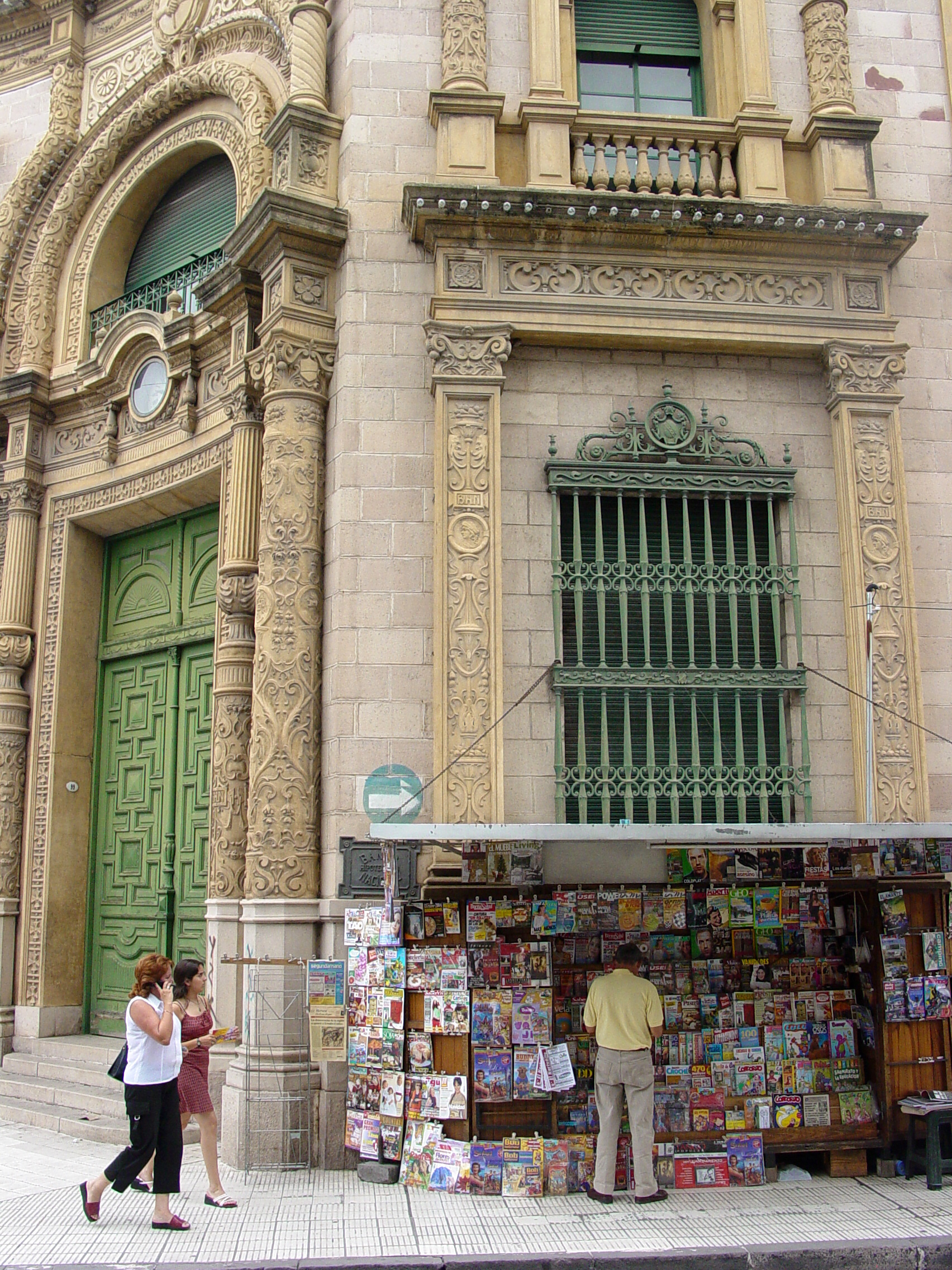
تعاني المطبوعات الصحافية من أزمة خانقة دفعت بالبعض إلى الإغلاق، أو التحول الرقمي، أو البحث عن إيرادات إضافية

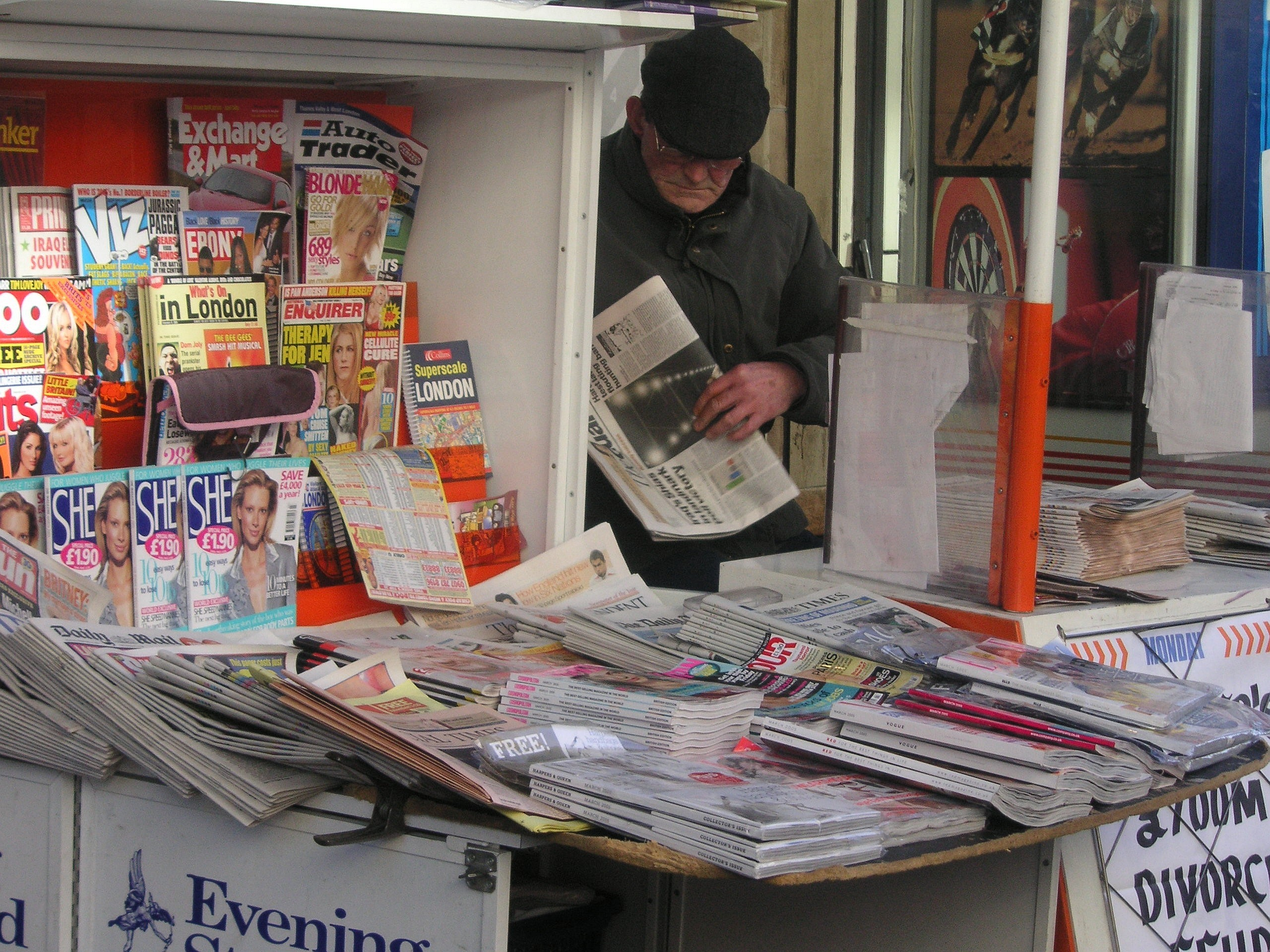
انخفض عدد الصحف لكل مائة مليون نسمة من 1200 (في عام 1945) إلى 400 في عام 2014.

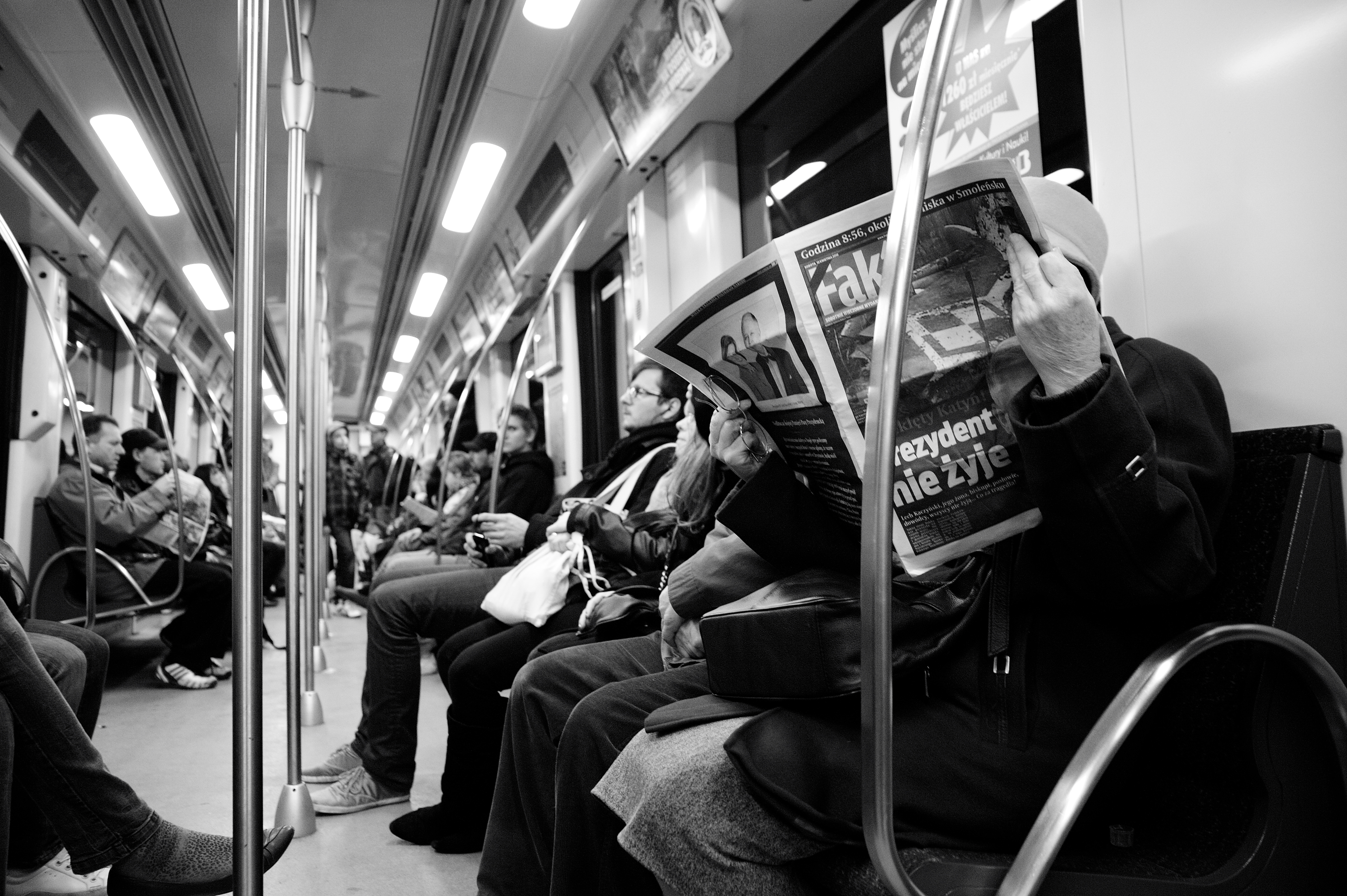
ساهم الانفجار التقني السريع في تدهور المطبوعات الورقية بشكل حاد

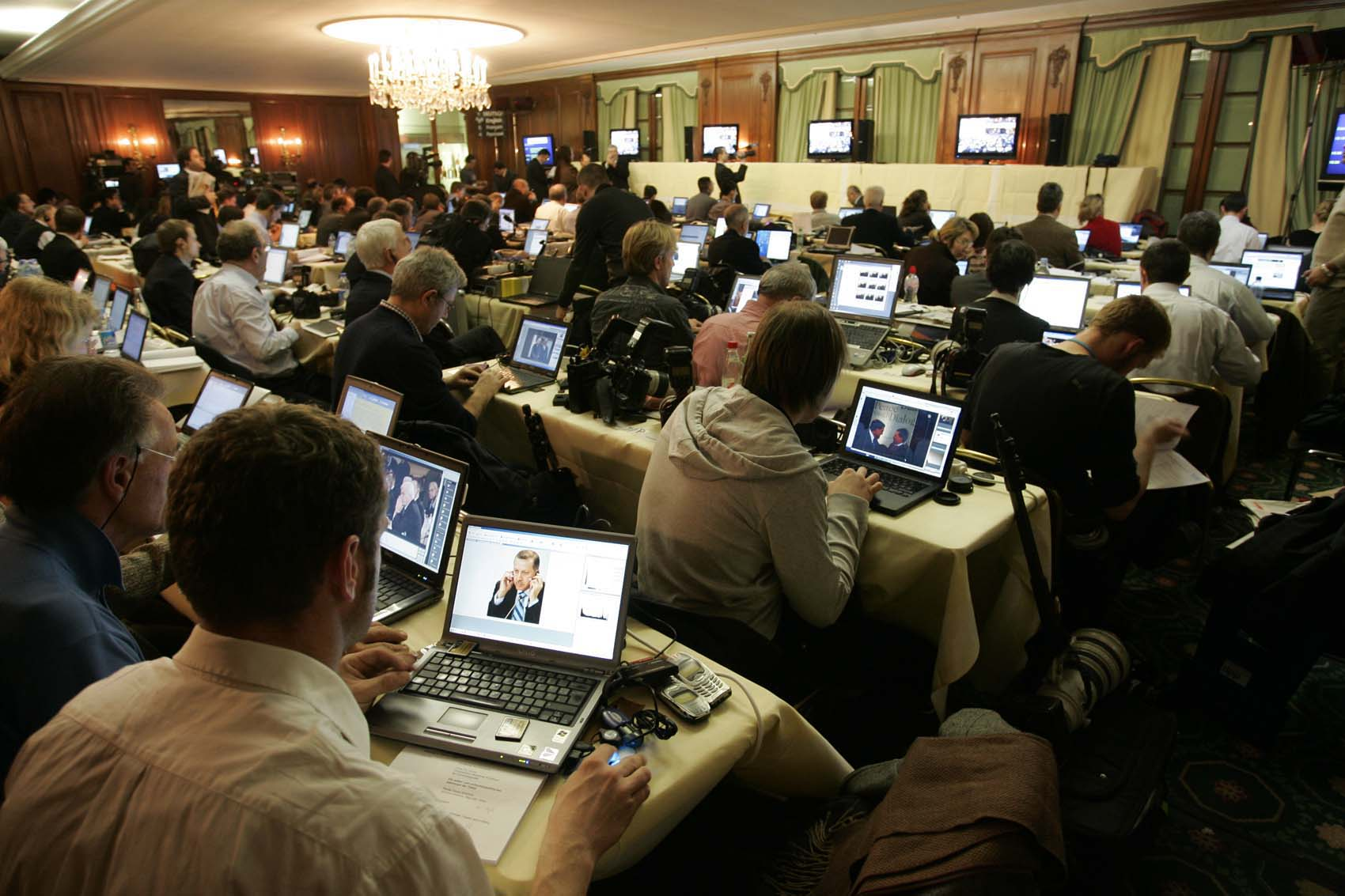
اتجهت مؤسسات صحافية عدة حول العالم إلى توسيع منصاتها الرقمية للبحث عن نوافذ جديدة للاستثمار وتعويض الانخفاض الحاد في عائداتها الإعلانية من طبعاتها الورقية

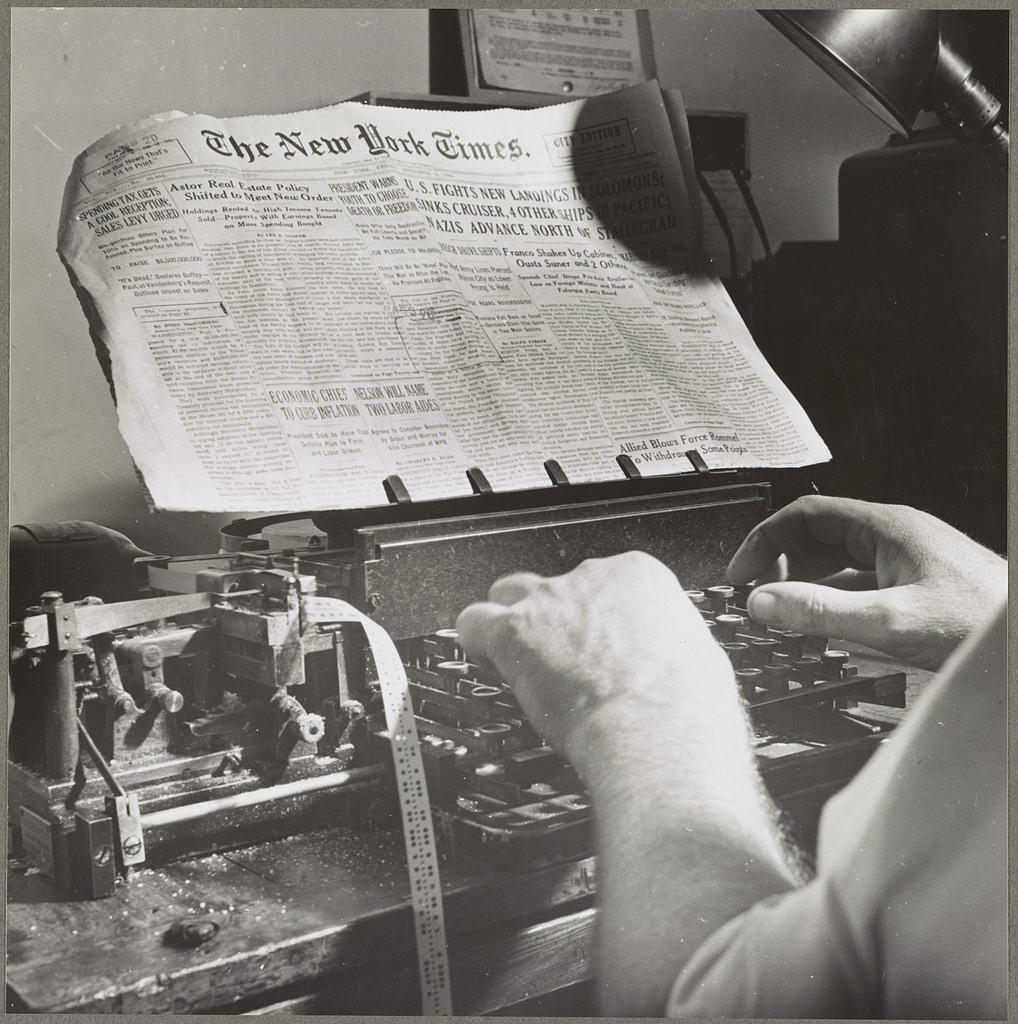
صورة أرشيفية لصحيفة نيويورك تايمز

تراجع الصحافة المطبوعة ، هي أزمة اقتصادية أثّرت على المؤسسات الصحافية ؛ بسبب التراجع الحاد في عوائدها الإعلانية وانخفاض قاعدة توزيع مطبوعاتها ، سواءً عبر الاشتراكات أو منافذ البيع والتي تشكل شرياناً اقتصادياً أساسياً لها  وارتفاع تكلفة اصدار المطبوعات وتوزيعها  ، من جهة أخرى ، في ظل تقلص دائرة القراء وانصراف عدد كبير منهم إلى شبكات مواقع التواصل الاجتماعي والانترنت ، الذي يشهد نمواً هائلاً في عدد مستخدميه في العالم ، حيث قضى سكان العالم 12.5 تريليون ساعة على الإنترنت عام 2021 .

## أسباب التراجع

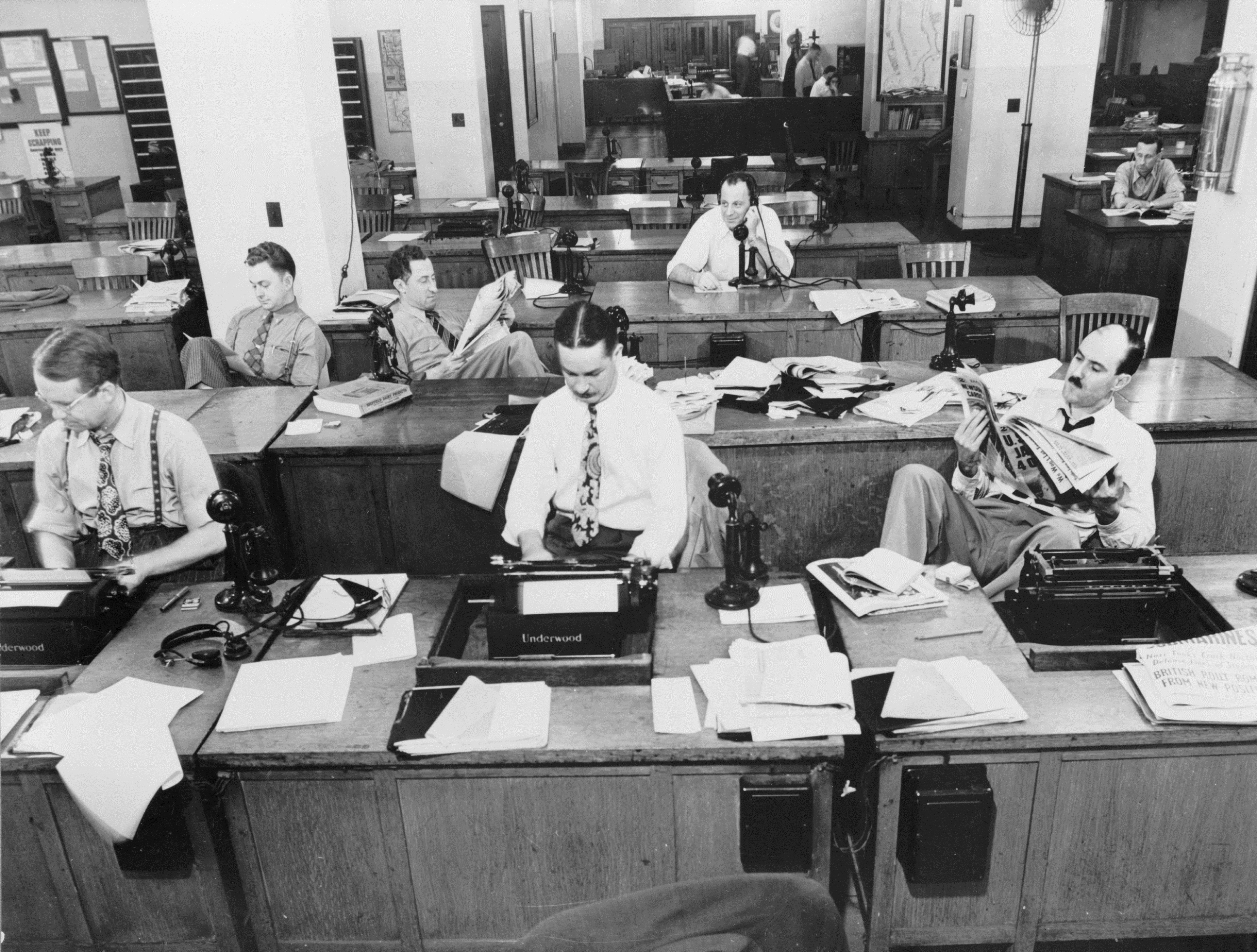
غرفة الأخبار في صحيفة نيويورك تايمز عام 1942

زاد انتشار أعداد المستخدمين للإنترنت حول العالم من تنوع خيارات متابعة الأخبار ، وشكل الانترنت في بداية التسعينيات خطراً في تآكل نسبة الدخل الإعلاني الهائل التي كانت تستحوذ عليها المنصات التقليدية لوسائل الإعلام ، ووصلت أزمة الصحف الورقية في ذروتها ، حتى أنها تجاوزت الأزمة التي صاحبت ظهور التلفاز على الخط كوسيلة جديدة لتوزيع المحتوى الإعلامي .

### الانترنت
كما شكل عامل السرعة التي صنعها الانترنت في نقل المعلومة ، وتكلفة نقلها ، سبباً في تراجع الوسائل التقليدية ، بالإضافة إلى تكلفة الصناعة الصحافية الباهضة في منصاتها التقليدية ، وظهور البديل الإعلاني منخفض التكلفة مقارنة بإعلانات الصحف ، حيث تشير دراسة ، نشرت عام 2015 ، إلى أن 655 من عوائد الإعلان الرقمي (بلغت 60 مليار دولار) ، ذهبت إلى خزينة خمسة من عمالقة الانترنت (غوغل وفيسبوك وياهو ومايكروسوفت وتويتر) .
وحذرت منظمة اليونسكو من ما أسمته "خطر وسائل التواصل الاجتماعي والتهديد الوجودي الذي تفرضه على وسائل الإعلام المهنية" ، وأشارت ، في تقرير لها عن الاتجاهات العالميّة في حرية التعبير وتنمية وسائل الإعلام في الفترة 2016-2021 ، إلى استئثار غوغل وميتا (المعروفة سابقا بفيسبوك) على ما يقرب من نصف إجمالي الإنفاق العالمي على الإعلانات الرقميّة .

### تراجع العوائد الإعلانية
ورغم زيادة أعداد مستهلكي المنتجات الإخبارية في العالم ، إلا أن غالبية متصفحي الأخبار يقرأونها عبر الانترنت ، والتي لا تزال في كثير من المؤسسات الصحافية تقدم بشكل مجاني ، مع محاولة العديد منها الاستفادة من تحويل مواقعها إلى واجهات إعلانية لكن مدخولاتها من الإعلانات الرقمية لا تقارن فيما سبق من مداخيل .
وتطل أيضاً أزمة على المؤسسات الصحافية التي استطاعت أن تتجاوز معضلة "تقليدية منصاتها" ، حيث تشهد الإعلانات الرقمية انخفاضاً لعدة عوامل من ضمنها صعوبة منافسة عمالقة شركات التكنولوجيا ، ووصف مركز بيو للأبحاث في واشنطن أن عان 2015 كان الاسوأ على الصحف منذ الكساد العظيم" في آواخر العشرينات وتداعياته المباشرة .

### صحف تستسلم للأزمة
ومنذ عام 2005، وحتى عام 2021 ، أغلقت 2200 صحيفة مطبوعة في الولايات المتحدة أبوابها ، وانخفض أعداد الصحفيين العاملين في الصحف المطبوعة الأمريكية إلى النصف تقريباً ، كما تبحث العديد من المؤسسات الصحافية التي تعاني من أزمة اقتصادية خانقة عن مشترين . وأظهر تقرير نشر عام 2015 ، من معهد بروكينغز ، حجم الأزمة التي تعانيها الصحافة المطبوعة ، حيث أشار التقرير إلى أن عدد الصحف لكل مائة مليون نسمة قد انخفض من 1200 (في عام 1945) إلى 400 في عام 2014 .

### حلول الانقاذ
وحاولت مؤسسات ومطبوعات صحافية عريقة الالتفاف على الأزمة كالاندبندنت البريطانية التي أعلنت عن توقف الطبعة الورقية عام 2016 ، رغم تخفيضها عدد موظفيها في 2008 ، وتوقفت صحيفة "ذي لندن بيبير" المسائية المجانية عن الصدور بعد ثلاث سنوات في عام 2009 ، وألغت صحيفة كريستيان ساينس مونيتور منذ أكتوبر عام 2008 طبعتها الورقية بعد قرن كامل من الصدور .
وتحولت مجلة "نيوزويك" الأميركية مجلة إلكترونية بعد أن ودعت آخر نسخة مطبوعة في ديسمبر من عام 2012 .
وتخلت صحيفة "نيويورك ديلي نيوز" و "ميامي هيرالد" و "بالتيمور صن" الأمريكية عن مكاتبها ومثلها فعلت نحو عشر صحف أخرى . وأخذت مؤسسات صحفية طريقاً أخرى تمثلت بالاندماج ، مع بروز صناديق استثمارية في القطاع الإعلامي تنتهج أساليب متشددة ، كـ "ألدن غلوبال كابيتال" الذي يملك نحو 100 صحيفة ، وكذلك صندوق "تشاتهام آست مانجمنت" الذي استحوذ أخيراً على "ماكلاتشي" بعدما أشهرت إفلاسها .
وتوقفت صحيفة "لونيتا" الإيطالية عن الصدور ، بعد أن فشل ممولوها من الاتفاق على مستقبلها في ظل الأزمة الاقتصادية .

## دعم حكومي لمواجهة الانهيار
سارعت عدة بلدان إلى تقديم دعم مباشر وغير مباشر إلى مؤسساتها الصحافية ، حيث أعلنت كندا في عام 2018 تقديم حزمة مساعدات إلى وسائل الإعلام الكندية تقدر بـ 595 مليون دولار على خمس سنوات ، على شكل خفض في الضرائب ، وأتاحت الحكومة الكندية للصحف أن تتحول الى منظمات غير ربحية وتصدر إيصالات ضريبية للتبرعات الخيرية . وقدمت فرنسا إعفاءات ضريبية لصحفها .
وعمق فايروس كورونا (كوفيد 19) ، وموجة الإغلاقات المصاحبة للاحترازات الوقائية حول العالم ، من جراح المؤسسات الصحافية والإعلامية حول العالم ، وأصبحت صحف كثيرة حول العالم تكافح من أجل البقاء .
وسارعت بلدان عدة إلى دعم مؤسساتها الصحافية باعتبارها "خدمة أساسية" لحمايتها من الانهيار المالي ، وصادق الكونغرس الأمريكي على قانون دعم الصحف ووسائل الإعلام ، ضمن حزم التحفيز التي أقرها للشركات المتضررة من جائحة فايروس كورونا .
وطالبت دراسة بريطانية ، بنيت بناءً على طلب حكومي لمعرفة وضع المؤسسات الإعلامية البريطانية ، بضرورة نظر الحكومة في في الدعم المباشر لمصادر الأخبار المحلية ، وتقديم إعفاءات ضريبية للإعلام .
وفي سويسرا ، تقدم الحكومة دعماً مباشراً وغير مباشر عبر تخفيض معدل ضريبة القيمة المضافة ، وتخفيف الرسوم البريدية لتوزيع الصحف ، والذي يكلف الحكومة 50 مليون فرنك سنوياً .

## سيناريوهات ثلاثة
أشارت اللجنة الفدرالية لوسائل الإعلام السويسرية ، في دراسة لها نشرت عام 2018 ، إلى أنه في غضون 10 أو 15 عاماً قد تختفي الخدمات الصحافية من البلاد ، ووضعت ثلاث سيناريوهات للمشهد الإعلامي في سويسرا.
ورأت أن السيناريو المتفاءل ، يكمن في استفادة الصحافة من الرقمنة ، فيما ذهبت طرح سيناريو آخر ا سمته بـ "الاستبدال الواقعي" ، حيث يتم استبدال الخدمات الصحافية جزئياً بعروض بديلة ، كمنصات على الانترنت ومدونات إلكترونية ، وأنواع من صحافة المواطن وأخبار شبه مبرمجة .
فيما لا تستبعد الدراسة السيناريو الأسوأ ، والذي أسمته سيناريو "الإفقار" ، حيث تفقد الصحافة جزءا كبيراً من أهميتها الإجتماعية والسياسية . ويتم استبدالها بعروض خالية من الطموح الصحفي ، وقالت اللجنة الفدرالية إن السيناريو الأسوأ ليس مستبعداً.

## في العالم العربي

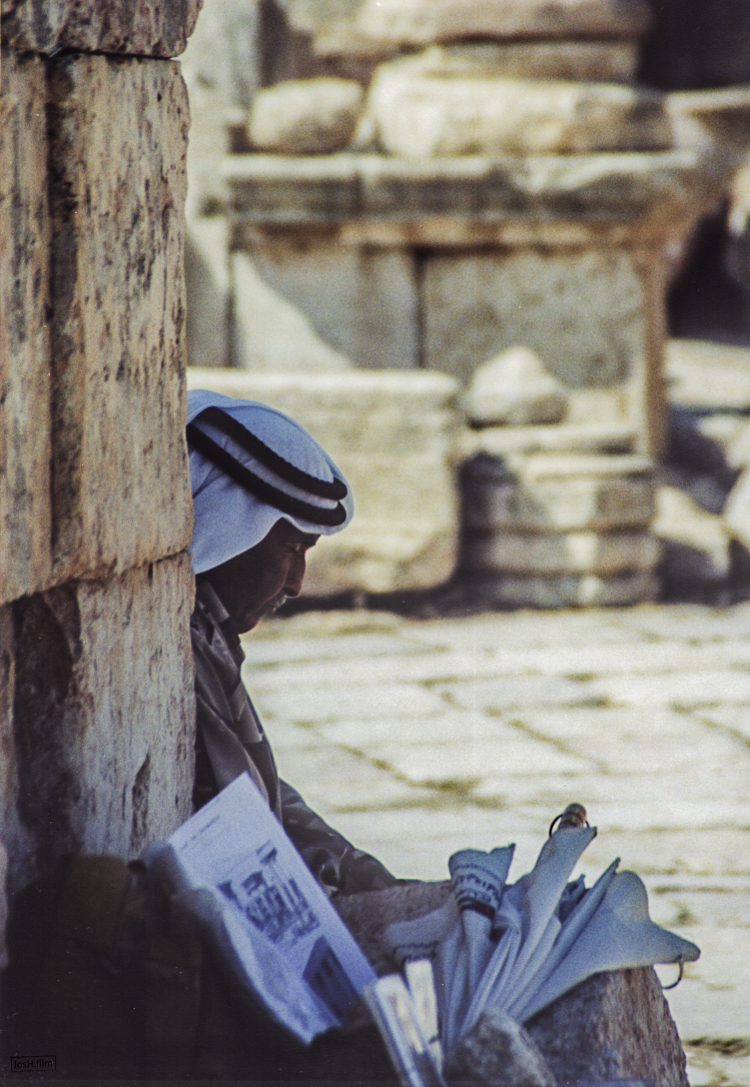
تعاني المؤسسات الصحافية العربية من أزمة اقتصادية خانقة. وفي الصورة رجل يقرأ صحيفة في مدينة جرش

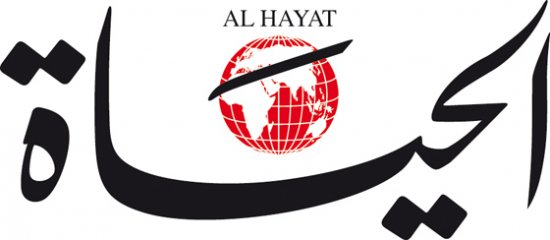
كانت صحيفة الحياة اللندنية، التي تأسست عام 1948، أحد أهم الصحف العربية التي غادرت المشهد أمام الأزمة الاقتصادية التي عصفت بالمؤسسات الصحافية.

مع وصول عدد مستخدمي الانترنت إلى 91 مليون مستخدم في الدول العربية في عام 2011 ، بحسب الاتحاد الدولي للاتصالات ، وحتى عام 2013 ، استمرت مؤسسات صحافية في العالم العربي في تحقيق الأرباح .

### أرباح ما قبل الأزمة
أعلنت شركة الأهرام للطباعة والتغليف ، التي صدر عنها يومية الأهرام المصرية ، أن صافي أرباحها قفزت إلى 4.490 مليون جنيه مصري حتى الربع الثالث من 2011 ، فيما سجلت في العام الذي سبقه 3.7 مليون جنيه .
وفي منطقة الخليج، أعلنت مؤسسة "عكاظ" للصحافة والنشر ، التي تصدر صحيفتي "عكاظ" و"سعودي غازيت" ، أن صافي أرباحها بلغ 134 مليون ريال سعودي (35.7 مليون دولار) في عام 2013 ، وقفز أيضاً صافي أرباح شركة مجموعة «الرأي» الكويتية ، التي تصدر عنها صحيفة الرأي ، إلى 2.44 مليون دينار خلال النصف الأول من 2013 ، بنسبة نمو بلغت 21% .
وفي عام 2014، سجلت مؤسسات صحافية عربية تراجعاً حاداً في عوائد الإعلانات ، حتى وصلت نسبة التراجع في السعودية ، أحد أكبر السوق الإعلانية في الشرق الأوسط والتي كانت تسجل مؤسساتها الصحافية أرباحاً كبيرة مقارنة بنظيراتها، إلى 58%.
ويعزو خبراء تفاقم الأزمة إلى مشكلة إدارية من جهة استثمار وتنمية العوائد المالية الكبيرة التي حصلت في المؤسسات الصحافية ، وإلى عدم التكيف مع الوسائل الجديدة لمنتجات الصحافية .

### موت مؤسسات صحافية
وأخذت الأزمة تعصف بمؤسسات صحافية كبيرة في الشرق الأوسط ، حيث توقفت صحيفة الحياة اللندنية ، التي تأسست عام 1948م ، بشكل نهائي عن الصدور عام 2020 ، إلا أن رئيس مجلس إداراتها أعلن في عام 2023 ، عودتها في العام الذي يليه ووتحويلها إلى شبكة تواصل اجتماعية.
وأعلنت صحيفة السفير اللبنانية توقفها عن الإصدار نهائياً ، بعد 42 عاماً من الطباعة ، كما توقفت جريدة "البيرق" اللبنانية ، بعد مضي قرابة القرن على انطلاقها .
وفي 2017 ، أغلقت 50% من الصحف المصرية المحافظة على الصدور خلال 5 سنوات ، مع تراجع توزيع الصحف من 2.5 مليون نسخة يومياً ، إلى 400 ألف نسخة . وأعلنت مجلة "الكواكب" ، أحد أشهر وأقدم مجلة فنية محلية ، توقف نسختها المطبوعة بعد 90 عاماً من صدور نسختها الأولى .
وتوقفت صحف مصرية كالأحرار ، وأحدثت مؤسسات أخرى تغييرات جذرية في هيكلتها ، كصحيفة "المصريون" التي أصبحت أسبوعية بدلاً من يومية ، وتحولت صحيفة الميدان إلى نسخة إلكترونية ، فيما أصبخت جريدة شباب مصر شهرية بدلاً من أسبوعية في 2014 .
وفي المغرب ، توقفت صحيفة "أخبار اليوم" عن الصدور بعد رحلة دامت 14 عاماً ، كما استسلمت صحيفة التجديد المغربية للأزمات الاقتصادية واحتجبت عن الصدور ، الأمر يتكرر عند صحيفة صحيفة "ليبرتي" اليومية الجزائرية الناطقة بالفرنسية ، حيث توقفت عن الصدور بعد 30 عاماً لتلحق بصحيفة صحيفة "المجاهد الأسبوعي" و "صوت الغرب" و "المصير" الجزائرية  ، إضافة إلى صحيفة الأنوار في تونس .
وفي السودان أعلنت صحيفة "الأحداث" إفلاسها وتوقفت عن الصدور . كما توقفت صحيفة "أخبار نواكشط" الأسبوعية في مورتانيا .